# Plectrohyla avia
Espèce
Statut de conservation UICN

 CR A3e : 
En danger critique
Plectrohyla avia est une espèce d'amphibiens de la famille des Hylidae.

## Répartition
Cette espèce se rencontre entre 1 685 et 2 200 m d'altitude, :
- au Guatemala dans les départements de San Marcos et de Quetzaltenango ;
- au Mexique dans l'extrême Sud-Ouest du Chiapas.

## Publication originale
- Stuart, 1952 : Some new amphibians from Guatemala. Proceedings of the Biological Society of Washington, vol. 65, p. 1-12 (texte intégral).